# Comuna de Międzyrzecz
Międzyrzecz é uma comuna urbano-rural na voivodia da Lubúsquia, no condado de Międzyrzecz. A sede de suas autoridades é a cidade de Międzyrzecz.
A comuna em sua forma atual foi criada com base no Decreto legislativo do Conselho de Ministros de 28 de dezembro de 1990 sobre a fusão de certas cidades e comunas onde anteriormente funcionavam autoridades comuns — com efeito, a partir de 1 de fevereiro de 1991 — como resultado da fusão da cidade de Miedzyrzecz e da comuna de Miedzyrzecz em uma única unidade de governo local [essas duas unidades de governo local separadas funcionaram de 27 de maio de 1990 a 31 de janeiro de 1991, tendo, no entanto, órgãos comuns de autoridade (um conselho administrativo com um prefeito como presidente e um conselho de cidade), bem como uma administração comum (o Escritório da Cidade e da Comuna de Miedzyrzecz)]. Até o final de 1998, a comuna fazia parte da voivodia de Gorzów.

## Geografia

### Localização

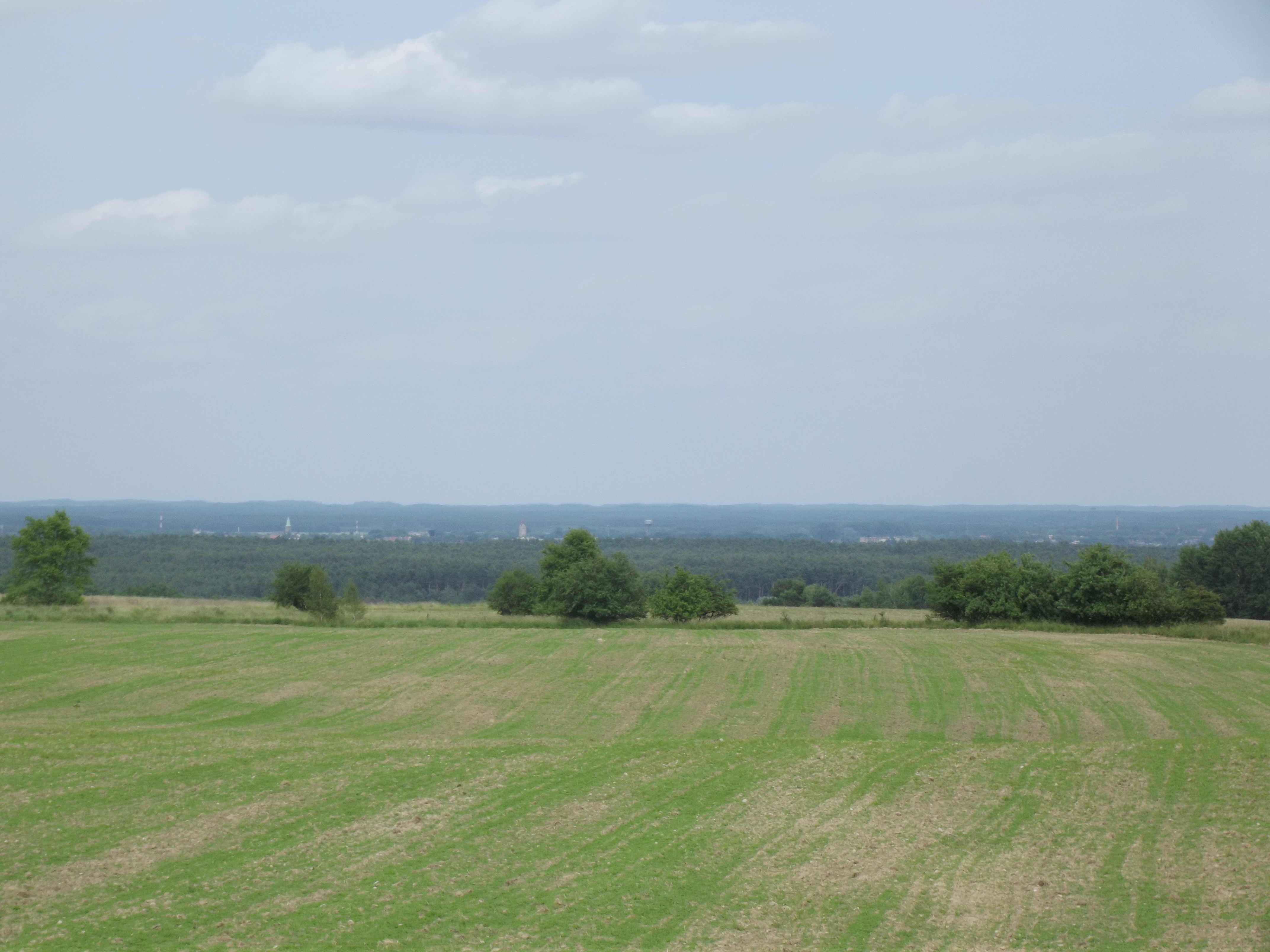
Vista de Międzyrzecz a partir da colina mais alta da comuna

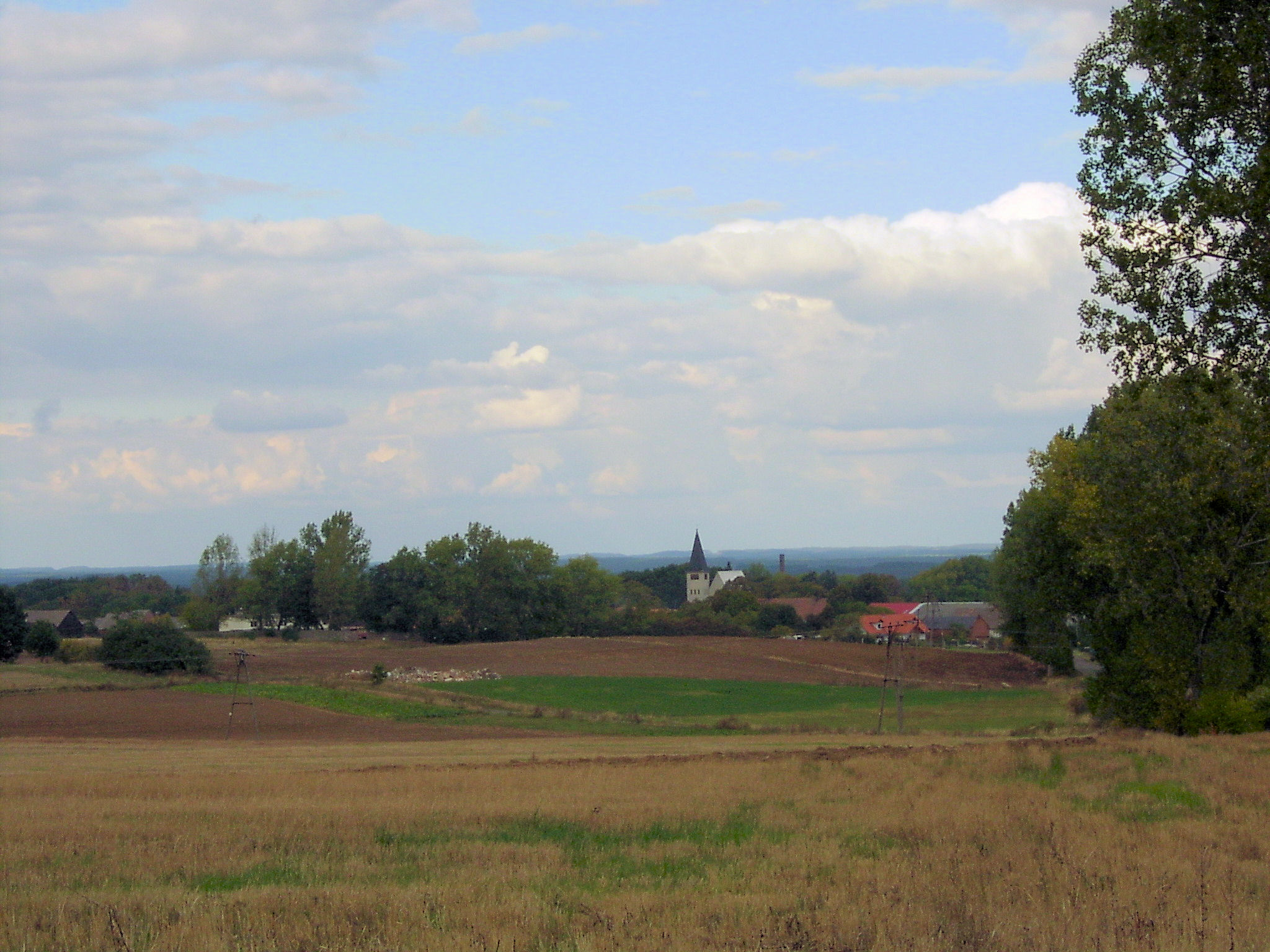
Colinas Wał Bukowiecki

A comuna de Międzyrzecz está localizada na parte noroeste da planície meridional da Grande Polônia e na borda oeste da depressão Bruzda Zbąszyńska. Sua área faz parte da região dos lagos da Lubúsquia.
A área da comuna está situada a uma altitude de 43,1 m (perto da aldeia de Gorzyca) a 137,6 m (perto da aldeia de Nietoperek), cobrindo uma área total de 315,3 km² e abrigando 24 462 habitantes (em 31 de dezembro de 2021), resultando em uma densidade populacional de 80 pessoas/km².
Ao norte, a comuna de Międzyrzecz faz fronteira com a comuna de Przytoczna (7,5 km de extensão), a leste — com as comunas de Pszczew (17,5 km) e Trzciel (25,0 km), ao sul — com as comunas de Świebodzin (9,8 km) e Lubrza (6 km), e a oeste — com as comunas de Sulęcin (6,2 km) e Bledzew (22,3 km). A fronteira sul da comuna é, ao mesmo tempo, a fronteira dos condados: Międzyrzecz e Świebodzin, e das sub-regiões: Gorzów e Zielona Góra.
A extensão máxima no eixo norte-sul é de 22 125 metros e a extensão máxima leste-oeste é de 26 625 metros.
O nível de florestamento é de 49,3% (um dos mais altos da Polônia) — predominância de florestas de coníferas (principalmente pinheiros) com flora e fauna extremamente variadas.

### Clima
A comuna é uma das áreas mais quentes do país. A temperatura média anual em Miedzyrzecz é de 8 °C. O mês mais frio é janeiro e o mês mais quente é julho (média de 17,4 a 17,6 °C). A maior precipitação ocorre na parte sul da comuna, nas terras altas (média anual de 575 mm), enquanto a menor ocorre no vale do rio Obra. As direções dominantes do vento são: oeste, sudoeste e noroeste.

### Preservação da natureza
A reserva natural de Nietoperek, que protege os locais de invernada e reprodução de uma colônia de morcegos de várias espécies, está parcialmente localizada na comuna.

### Estrutura da área
- Terras agrícolas: 37%
- Terras florestais: 51%

A comuna é responsável por 22,7% da área do condado.

### Rede hidrográfica
Há aproximadamente 50 reservatórios naturais de água na comuna, incluindo 28 lagos que variam em tamanho de 2 hectares a 112 hectares (o maior — lago Głębokie), todos com água de primeira ou segunda classe de pureza.
Os seguintes reservatórios naturais de água estão localizados na comuna. Corpos de água naturais — com uma área de superfície de mais de 2 hectares — com seus nomes oficiais (em ordem alfabética):
- Lago Bagno

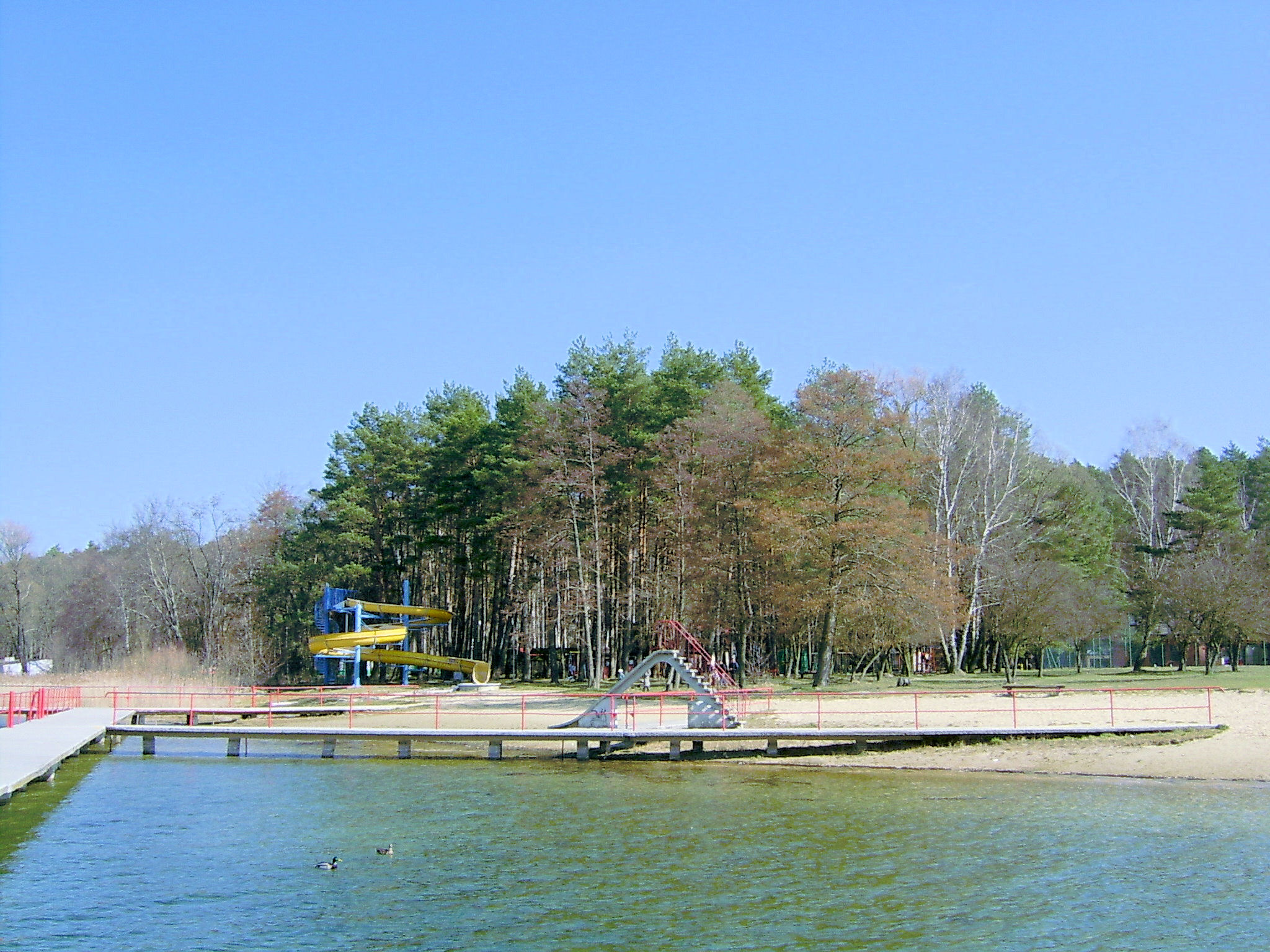
Lago Głębokie

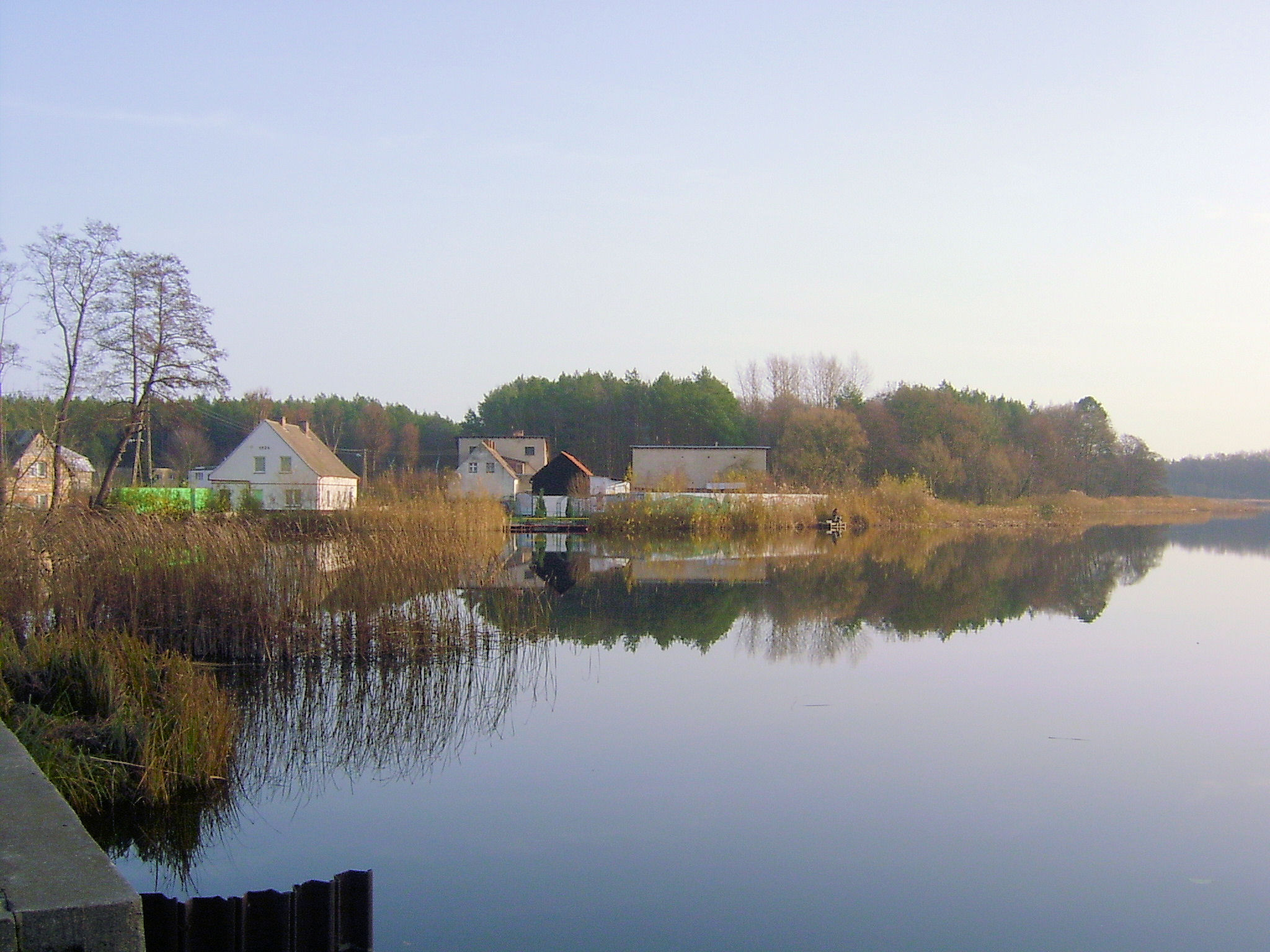
Lago Bukowieckie

- Lago Bobowickie (outro nome: lago Bobowicko)
- Lago Bukowieckie
- Lago Długie
- Lago Es
- Lago Głęboczek
- Lago Głębokie
- Lago Krzaczaste
- Lago Krzewie (outro nome: lago Kęszyckie)
- Lago Kursko
- Lago Nietopersko (outro nome: lago Nietoperek Lewy)
- Lago Oczko
- Lago Oko
- Lago Paklicko Małe
- Lago Pieski
- Lago Pieskie
- Lago Przednie (faz parte dos chamados lagos do Castelo)
- Lago Rojewo
- Lago Rozdrożne (outro nome: lago Rozdroże)
- Lago Staw Kęszyca
- Lago Staw Skoki
- Lago Stoki (outro nome: lago Nietoperek Prawy)
- Lago Środkowe (faz parte dos chamados lagos do Castelo)
- Lago Trzebisz
- Lago Tylne (faz parte dos chamados lagos do Castelo)
- Lago Wyszanowskie
- Lago Zamostowe
- Lago Żółwino

Além disso, há cerca de uma dúzia de outros reservatórios naturais de água na comuna de Międzyrzecz, com tamanhos que variam de 1 a 4 hectares, que não têm um nome oficial.
Três rios principais correm pela área da comuna de Międzyrzecz: o Obra, o Paklica e o Jeziorna. Além disso, há pequenos cursos d'água naturais e artificiais na comuna.

## Demografia
Conforme os dados do Escritório Central de Estatística da Polônia (GUS) de 31 de dezembro de 2021, a comuna de Międzyrzecz tem 24 462 habitantes, dos quais 51,2% são mulheres e 48,8% homens. Nos anos 2002-2021, o número de habitantes diminuiu 1,8 %. A idade média dos habitantes é de 42 anos e é comparável à idade média dos habitantes da voivodia da Lubúsquia e comparável à idade média dos habitantes da Polônia como um todo.
| Descrição                         | Total      | Total     | Mulheres   | Mulheres  | Homens     | Homens    |
| --------------------------------- | ---------- | --------- | ---------- | --------- | ---------- | --------- |
| unidade                           | habitantes | %         | habitantes | %         | habitantes | %         |
| população                         | 24 462     | 100       | 12 525     | 51,2      | 11 937     | 48,8      |
| superfície                        | 315,3 km²  | 315,3 km² | 315,3 km²  | 315,3 km² | 315,3 km²  | 315,3 km² |
| densidade populacional (hab./km²) | 80         | 80        | 40,96      | 40,96     | 39,04      | 39,04     |

## Cultura e educação

### Educação

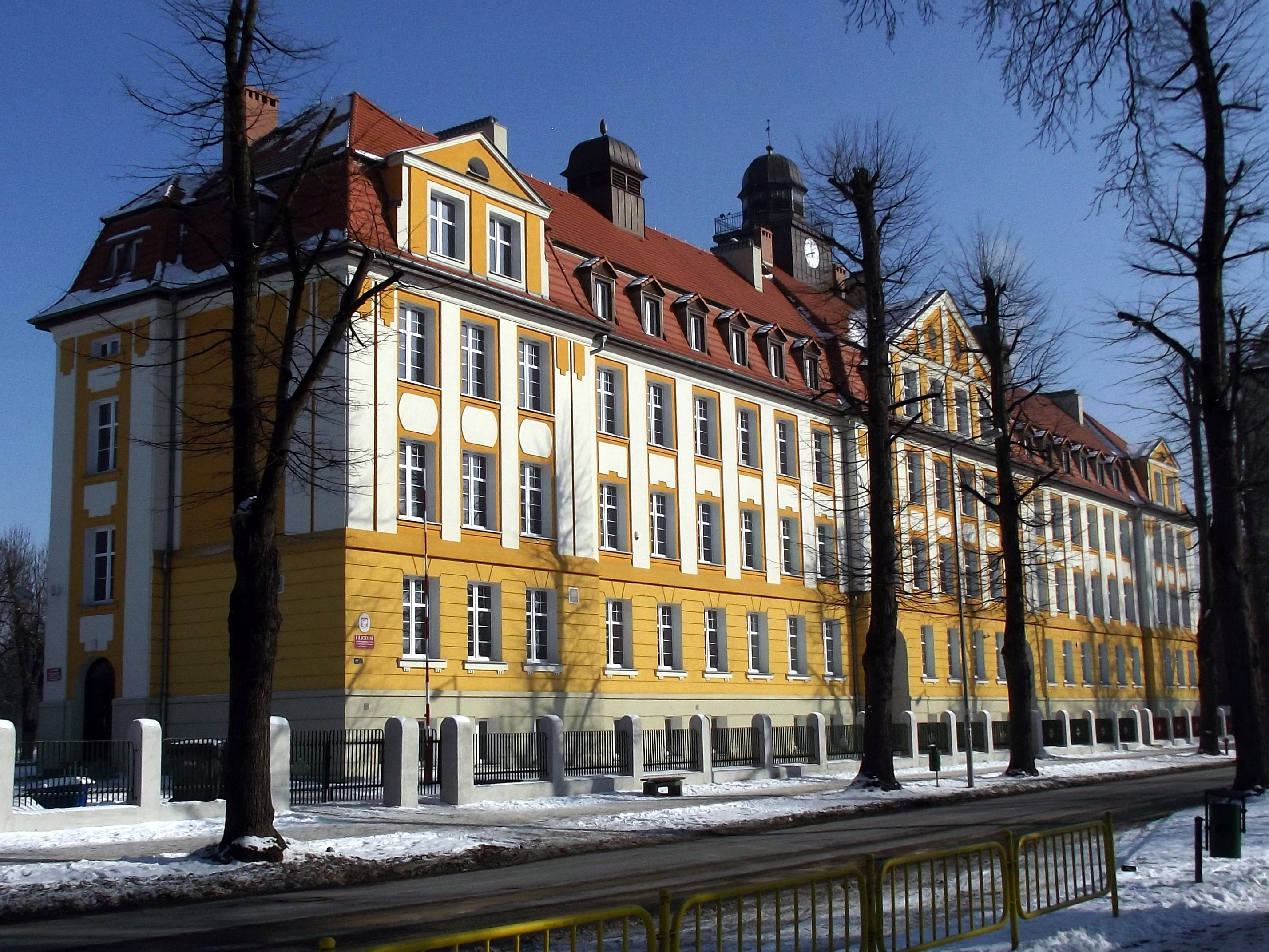
Edifício da escola secundária e da escola primária n.º 1

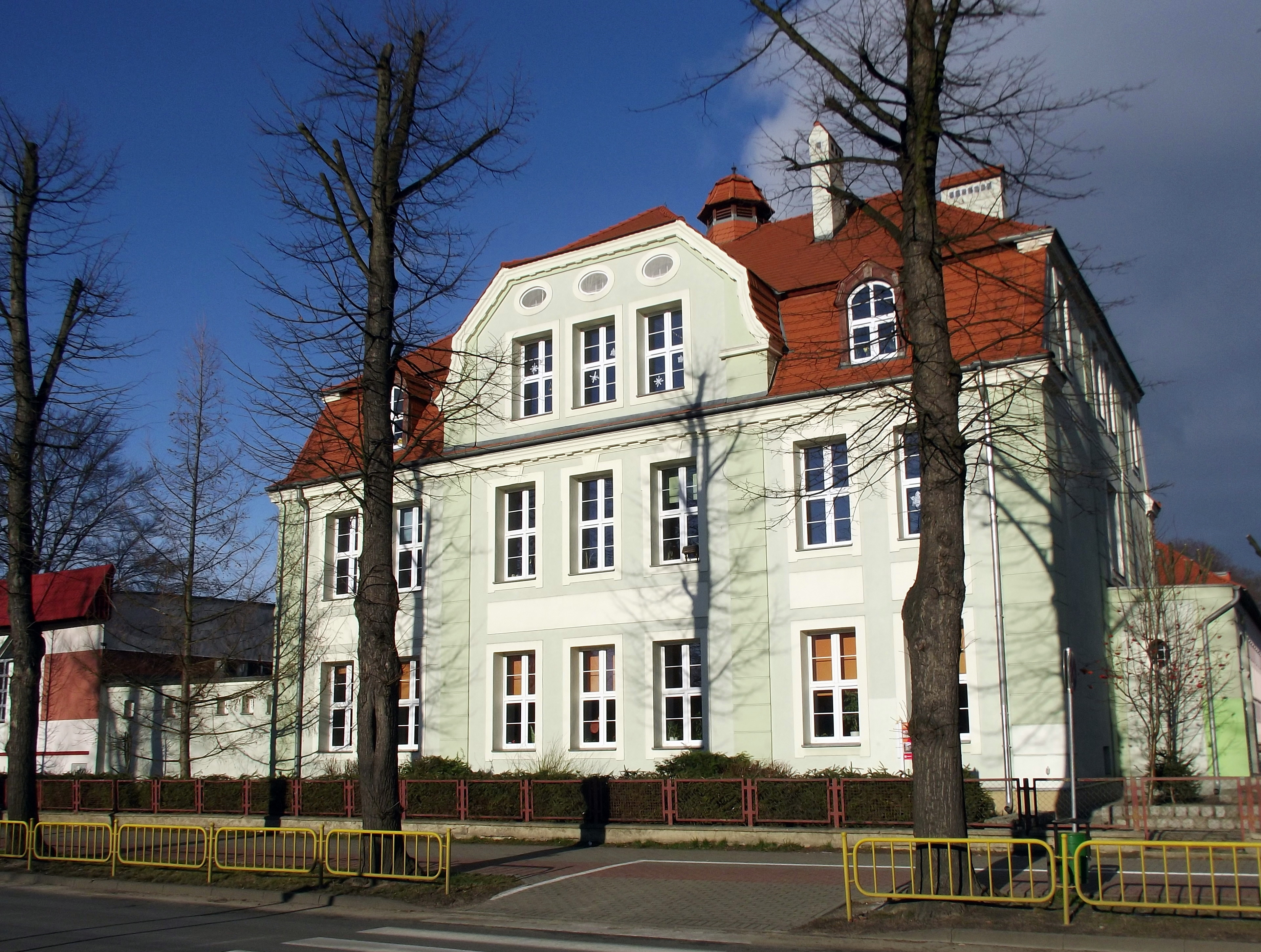
Edifício escola primária n.º 2

As seguintes unidades educacionais operam na comuna de Miedzyrzecz:
- Jardins de infância e creches
  - Jardim de infância n.º 1 com grupos de berçário “Pod Jarzębinką” em Miedzyrzecz (público, comunal)
  - Jardim de infância n.º 3 em Miedzyrzecz (público, comunal)
  - Jardim de infância n.º 4 “Bajkowa Kraina” em Miedzyrzecz (público, comunal)
  - Jardim de infância n.º 6 Jan Brzechwa  em Miedzyrzecz (público, comunal)
  - Jardim de infância “Bajkowy Dworek” em Miedzyrzecz (particular)
  - Jardim de infância “Bajkowy Zakątek” em Miedzyrzecz (particular)
  - Jardim de infância “Bocianie Gniazdo” em Miedzyrzecz (particular)
  - Jardim de infância “Jutrzenka” em Miedzyrzecz (particular)
  - Jardim de infância “Tęczowa Akademia” em Miedzyrzecz (particular)
  - Jardim de infância “Wyspa Szkrabów” em Miedzyrzecz (particular)
- Escolas primárias
  - Escola primária n.º 1 com aulas de esportes em Miedzyrzecz
  - Escola primária n.º 2  Szarych Szeregów em Miedzyrzecz
  - Escola primária n.º 3 Powstańców Wielkopolskich em Miedzyrzecz
  - Escola primária n.º 4 em Miedzyrzecz (com unidades de jardim de infância)
  - Escola primária n.º 6 em Miedzyrzecz
  - Escola Especial e Centro Educacional Maria Konopnicka em Miedzyrzecz
  - Escola primária em Bukowiec
  - Escola primária em Kaława
- Escolas secundárias
  - Escola secundária Heliodor Święcicki em Miedzyrzecz
  - Centro de Educação Vocacional e Continuada em Miedzyrzecz
    - Escola de ensino Médio n.º 1 Stanisław Staszic em Międzyrzecz
    - Escola de ensino Médio Profissionalizante n.º 2 General August Emil Fieldorf “Nila” em Miedzyrzecz
    - Escola de ensino médio profissionalizante General August Emil Fieldorf “Nil” em Miedzyrzecz

  - Complexo Escolar do Centro de Treinamento Agrícola Zesłańców Sybiru em Bobowice
- Escola Estatal de Música de Primeiro Grau em Międzyrzecz
- Centro de Treinamento Vocacional em Miedzyrzecz (incluindo o Centro de Treinamento Vocacional em Miedzyrzecz)
- Centro de treinamento e educação do OHP em Międzyrzecz

### Esporte
Há uma base esportiva na comuna, tanto em Miedzyrzecz quanto em desenvolvimento em outras localidades.
- Estádio Municipal de Miedzyrzecz — um complexo de instalações esportivas na rua Mieczyslaw Mikula, 1.
- Pavilhão de esportes e entretenimento — pavilhão em Osiedle Kasztelanski 8 A, inaugurado em 25 de junho de 1999 (com campos para todos os jogos internos).
- Piscina da cidade de Kasztelanka — complexo de piscinas cobertas na Osiedle Kasztelanski 8 B, inaugurado em 5 de dezembro de 2009 (incluindo uma piscina de 25 metros)
- Estádio Esportivo Zdrowie em Obrzyce — um complexo de instalações esportivas na rua Poznańska, 109

Campos multifuncionais modernos em Bukowiec, Kalsko e Kęszyca Leśna foram inaugurados em 2012.

### Cultura
O acesso à cultura é fornecido pelo Centro Cultural Międzyrzecz, com seu cinema 3D Świt, Centro Cultural e Biblioteca Pública com filiais em:
- Kaława
- Kursko
- Bukowcu
- Bobowicko

## Administração

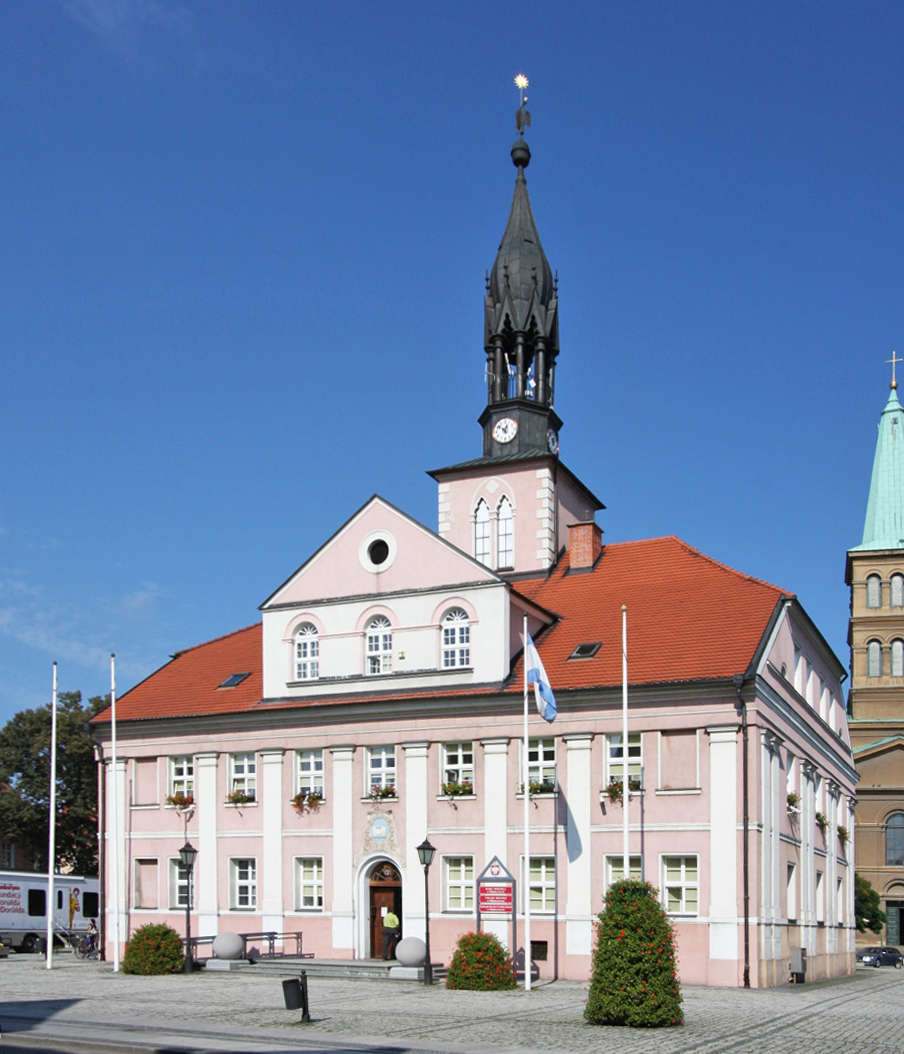
Prefeitura — a sede da cidade e das autoridades comunais

Atualmente, a comuna consiste na cidade de Międzyrzecz, com outros 40 centros populacionais, distribuídos em 18 vilarejos.

### Vilarejos e centros populacionais
- Sołectwo Bobowicko:
  - Bobowicko (aldeia)
  - Karolewo (povoado)
- Sołectwo Bukowiec:
  - Bukowiec (aldeia)
  - Czarny Bocian (alojamento do guarda florestal)
- Sołectwo Gorzyca:
  - Gorzyca (aldeia)
  - Zamostowo – dawniej Ziemsko (povoado)
- Sołectwo Jagielnik:
  - Jagielnik (assentamento rural)
- Sołectwo Kalsko:
  - Brzozowy Ług (povoado)
  - Jeleniegłowy (assentamento rural)
  - Kalsko (aldeia)
  - Żółwin (colônia da vila)
  - Kwiecie (povoado)
  - Lubosinek (assentamento rural)
  - Porąbka (alojamento do guarda florestal)
  - Rojewo (aldeia)
- Sołectwo Kaława:
  - Kaława (aldeia)
- Sołectwo Kęszyca Leśna:
  - Kęszyca Leśna (aldeia)
- Sołectwo Kuligowo:
  - Kuligowo (aldeia)
  - Marianowo – dawniej Gumniska (povoado)
  - Leśniczówka Kuligowo (alojamento do guarda florestal)
- Sołectwo Kursko:
  - Kursko (aldeia) com duas partes: Kursko Stare e Kursko Nowe
- Sołectwo Kuźnik:
  - Kuźnik (aldeia)
  - Łęgowskie (assentamento rural)
  - Międzyrzecz-Wybudowanie (osiedle)
  - Skoki (povoado)
- Sołectwo Nietoperek:
  - Kęszyca (aldeia)
  - Nietoperek (colônia)
  - Leśniczówka Nietoperek
  - Nietoperek (aldeia)
- Sołectwo Pieski:
  - Pieski (aldeia)
- Sołectwo Pniewo:
  - Pniewo (assentamento rural)
- Sołectwo Szumiąca:
  - Szumiąca (aldeia)
- Sołectwo Święty Wojciech:
  - Głębokie (colônia)
  - Kęszyca-Kolonia (povoado)
  - Święty Wojciech (aldeia)
  - Wojciechówek (povoado)
- Sołectwo Wysoka:
  - Wysoka (aldeia)
- Sołectwo Wyszanowo:
  - Wyszanowo (aldeia)
- Sołectwo Żółwin:
  - Żółwin (aldeia)

Localidades abolidas: Kaławka, Pieski (alojamento do guarda florestal).

## Cooperação internacional
Após a transformação do sistema, as autoridades de Miedzyrzecz estabeleceram cooperação com seis unidades de governo autônomo de países ocidentais (em ordem alfabética):
- Andrésy — desde 1997 (não oficialmente), desde 8 de outubro de 2005 (oficialmente)
- Bad Freienwalde — desde 4 de maio de 2001
- Berlim-Wilmersdorf — desde 23 de outubro de 1993
- Halderberge — desde 1988 (não oficialmente)
- Haren — desde 24 de outubro de 1991
- Vlagtwedde — desde 24 de outubro de 1991

A implementação dos acordos é gerenciada pela Associação “Kontakt” (criada em 21 de outubro de 1991) e pelo departamento relevante da prefeitura.

## Transporte

### Transporte ferroviário

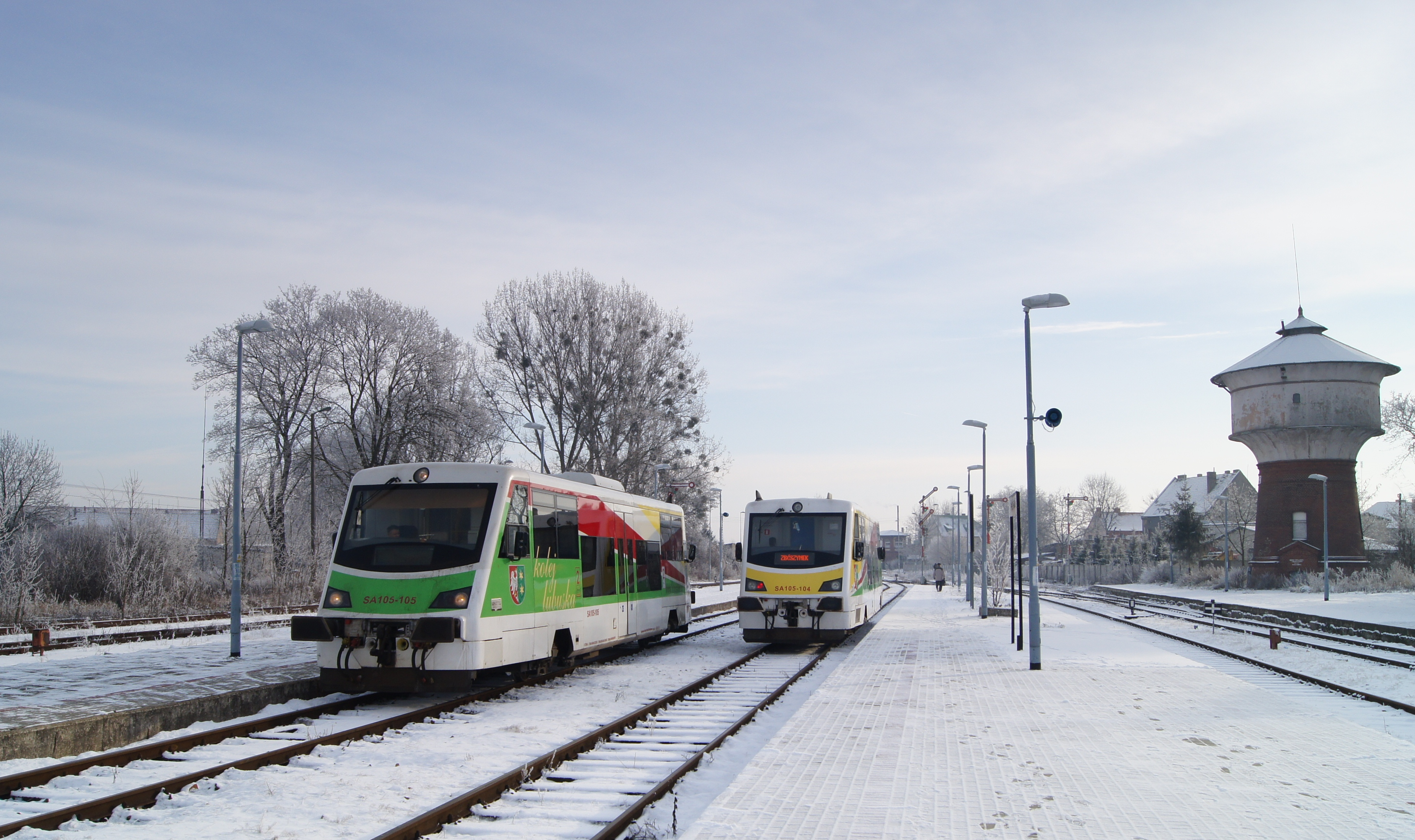
SA105-104 e SA105-105 na estação de Międzyrzecz

Em 1885, uma estação ferroviária foi construída em Miedzyrzecz e a cidade se tornou um entroncamento ferroviário, pois três linhas ferroviárias passavam por ela, atendendo ao tráfego de passageiros e de carga:
- Linha ferroviária n.º 367 entre Zbąszynek e Gorzów Wielkopolski (tráfego de passageiros e de carga);
- Linha ferroviária n.º 364 entre Wierzbno e Rzepin (tráfego ocasional de carga);
- Linha ferroviária n.º 375 de Międzyrzecz a Toporów (tráfego militar especial).

A estação ferroviária de Międzyrzecz foi inaugurada em 1885, com a linha ferroviária de Zbąszynek a Gorzów Wielkopolski (a principal e mais antiga linha ferroviária da região) e, após a construção de mais duas linhas, tornou-se uma estação de entroncamento. Além disso, atualmente há mais duas estações de trem na área: Bukowiec Międzyrzecki e Głębokie Międzyrzeckie (ambas na linha n.º 367).
Desde a década de 1990, o tráfego de passageiros é realizado em apenas uma linha (n.º 367), enquanto as outras duas linhas atendem apenas ao tráfego de carga e especial (militar). Como resultado, as seguintes paradas ferroviárias estão fechadas: Bobowicko, Międzyrzecz UMiG (desvio de via), Międzyrzecz Suszarnia (desvio de via), Gorzyca Wielkopolska, Kursko, Nietoperek e Kaława.
Anteriormente, mais duas linhas ferroviárias passavam pela comuna: 7008 Staropole — Kursko (fechada em 1945 e desmontada antes de 1980) e seu ramal 7009 Kęszyca Leśna — Kęszyca (desmontada logo após a Segunda Guerra Mundial). Ambas eram linhas militares e de carga de bitola normal, com estações de carga ao longo de suas rotas: Kęszyca Leśna e Kęszyca.
De 1925 até os dias atuais, a principal e maior estação ferroviária próxima de Miedzyrzecz é Zbąszynek (por meio dela é possível a comunicação ferroviária com o resto da Polônia e com o exterior).

### Transporte rodoviário
As duas principais rodovias que atravessam a comuna são: a via expressa S3, sendo ao mesmo tempo, um trecho da rota internacional E65, situada no corredor de transporte transeuropeu (três entroncamentos rodoviários: Międzyrzecz Norte, Międzyrzecz Oeste e Międzyrzecz Sul estão localizados nos limites da comuna) e a estrada provincial n.º 137 de Słubice a Trzciel.
A 7 quilômetros ao sul da fronteira da comuna — no cruzamento da autoestrada A2 com a autoestrada S3 — está o entroncamento rodoviário de Jordanowo.
Desde agosto de 2013, a principal estrada comunal da comuna de Miedzyrzecz continua sendo a antiga estrada nacional n.º 3.
Rede de estradas públicas:
- Via expressa S3 — comprimento: 18,8 km
- Estrada provincial n.º 137 — comprimento: 20,2 km
- Estradas comunais — comprimento total: 125,2 km (25,5 km — estradas municipais nos limites de Miedzyrzecz e 99,7 km — estradas rurais)

## Comunas vizinhas
Bledzew, Lubrza, Przytoczna, Pszczew, Sulęcin, Świebodzin, Trzciel